# Lois des années 1930 sur la neutralité
Les lois sur la neutralité (en anglais : neutrality acts) furent adoptées par le Congrès des États-Unis dans les années 1930 en réponse à la montée des tensions en Asie et en Europe qui mènera à la Seconde Guerre mondiale. Elles furent initiées par une volonté d'isolationnisme et de non-interventionnisme dans les conflits étrangers à la suite d'une implication américaine dans la Première Guerre mondiale qui s'était révélée coûteuse.
Ces lois de neutralité furent largement critiquées, ne faisant aucune distinction dans les belligérants entre État agresseur et État victime. Elles avaient par ailleurs limité les aides du gouvernement américain au Royaume-Uni et à la France contre l'Allemagne nazie en 1939-1940. Les lois furent en grande partie abrogées en 1941, en raison d'attaques de sous-marins allemands contre les navires marchands américains et l'attaque japonaise sur Pearl Harbor.

## Contexte
Les auditions du comité Nye entre 1934 et 1936 et plusieurs best-sellers de l'époque soutenaient la conviction populaire au pays, que l'entrée des États-Unis dans la Première Guerre mondiale avait été orchestrée par les banquiers et les marchands d'armes pour le profit. Cela renforça la position des isolationnistes et des non-interventionnistes dans le pays.
Des forces du Sénat républicaines, William Edgar Borah (en) (Idaho), Arthur H. Vandenberg (Michigan), Gerald P. Nye (en) (Dakota du Nord) et Robert M. La Follette Jr (en) (Wisconsin), poussaient le Congrès à une politique de non-interventionnisme et à des lois de neutralité, mais le soutien au non-interventionnisme ne se limitait pas au parti républicain. En effet, c'était un représentant démocrate, Louis Ludlow (en), qui présenta, sans succès, à plusieurs reprises entre 1935 et 1940 l'amendement Ludlow (en), qui aurait exigé un référendum avant toute déclaration de guerre s'il n'y avait pas eu d'attaque directe.
Le président démocrate, Franklin Roosevelt, et surtout son secrétaire d'État, Cordell Hull, critiquaient les lois de Neutralité en disant qu'elles limitaient les options de l'administration pour soutenir les alliés des États-Unis. Même si les deux chambres du Congrès avaient de grandes majorités démocrates durant ces années, il y avait suffisamment de soutien pour ces lois parmi les démocrates (en particulier, parmi les représentants des États du Sud) afin d'assurer leur adoption. Bien que le soutien du Congrès fût insuffisant pour passer outre un veto présidentiel, Roosevelt sentait qu'il devait écouter le Sud et l'opinion publique pour sa réélection en 1936, et il avait besoin de la coopération du Congrès sur des questions intérieures comme son New Deal économique. Le président promulgua les lois à contrecœur.

## Loi sur la neutralité de 1935
Le département d'État de Roosevelt exerça des pressions pour que les dispositions de l'embargo permettent au président d'imposer des sanctions de façon sélective, mais cela fut rejeté par le Congrès.
La loi de neutralité du 31 août 1935 imposa un embargo général sur le commerce des armes et des matériels de guerre avec toutes les parties en guerre. Elle stipula également que les citoyens américains voyageant à bord de navires des parties belligérantes voyageaient à leurs propres risques et périls. La loi fut établie pour expirer au bout de six mois.
Roosevelt invoqua la loi après l'invasion de l'Éthiopie par l'Italie en octobre 1935 en interdisant toutes expéditions d'armes et munitions vers ces deux pays. Il déclara également un « embargo moral » contre les belligérants, concernant le commerce, qui ne faisait toutefois pas partie de la loi de neutralité.

## Loi sur la neutralité de 1936
La loi sur la neutralité du 29 février 1936 renouvela les dispositions de la loi de 1935 pour les 14 mois suivants et interdit de plus tout prêt ou crédit aux belligérants.
Cependant, cette loi ne couvre pas les « guerres civiles », comme celle de l'Espagne (1936-1939). Des entreprises américaines telles que Texaco, Standard Oil, Ford, General Motors et Studebaker utilisèrent cette faille pour vendre à crédit du matériel aux franquistes pour une valeur totale de plus de 100 millions de dollars américains.

## Lois sur la neutralité de 1937
En janvier 1937, le Congrès adopta une résolution commune interdisant le commerce des armes avec l'Espagne. Elle fut approuvée par le président le 8 janvier 1937,.
La loi de neutralité du 1er mai 1937 était permanente. Elle reprit les dispositions des lois précédentes, enleva la date d'expiration, et étendit leurs dispositions aux guerres civiles. De plus, les navires américains reçurent l'interdiction de transporter tous voyageurs ou articles aux belligérants, et les citoyens américains avaient l'interdiction de voyager à bord de navires de nations belligérantes. Dans une concession à Roosevelt, une disposition « Cash and Carry », qui avait été imaginée par son conseiller Bernard Baruch, fut ajoutée : le président pourrait permettre la vente de matériel et de fournitures aux belligérants en Europe, mais les bénéficiaires devaient s'occuper du transport et payer immédiatement rubis sur l'ongle. L'argument avancé pour soutenir cette clause était qu'elle ne précipiterait pas les États-Unis dans le conflit. Roosevelt pensait que le Cash and Carry aiderait la France et le Royaume-Uni en cas de guerre avec l'Allemagne. Seuls les deux premiers pays contrôlaient les mers et pouvaient donc profiter de cette disposition. Le Cash and Carry devait expirer après deux ans.
Le Japon envahit la Chine en juillet 1937, déclenchant la guerre sino-japonaise. Roosevelt, qui soutenait les Chinois, choisit de ne pas invoquer les lois de neutralité et utilisa le prétexte que les deux parties ne s'étaient pas formellement déclaré la guerre. Il veilla à ce que les efforts de la Chine ne soient pas entravés par la législation : elle dépendait des importations d'armes, et le Japon aurait pu profiter du Cash and Carry. Cela fit bondir les isolationnistes au Congrès, qui affirmaient que l'esprit de la loi avait été mis à mal. Roosevelt déclara qu'il interdirait aux navires américains de transporter des armes aux belligérants, mais il permit à des navires britanniques de transporter des armes américaines vers la Chine. Roosevelt fit son discours sur la quarantaine en octobre 1937 et annonça l'abandon de la neutralité au profit de la mise en « quarantaine » de tous les agresseurs. Il imposa par la suite un « embargo moral » sur les exportations d'aéronefs à destination du Japon.

## Loi sur la neutralité de 1939
La loi de neutralité du 4 novembre 1939 fut adoptée après l'attaque allemande contre la Pologne et le déclenchement de la Seconde Guerre mondiale en Europe.
Au début de 1939, après que l'Allemagne nazie eut envahi la Tchécoslovaquie, Roosevelt fit pression sur le Congrès pour que la disposition du Cash and Carry soit renouvelée. Le Congrès refusa, et l'embargo sur les armes resta en place après l'expiration de la disposition.
En septembre 1939, après que l'Allemagne eut envahi la Pologne, le Royaume-Uni et la France déclarèrent la guerre à l'Allemagne. Roosevelt invoqua les dispositions des lois sur la neutralité mais déplora qu'elles puissent apporter une aide passive à un agresseur.
Il l’emporta sur les isolationnistes. Le 4 novembre, la loi sur la neutralité de 1939 fut adoptée, ce qui permit le commerce des armes avec les nations belligérantes sur la base du Cash and Carry, et elle mit donc fin à l'embargo sur les armes. En outre, les lois sur la neutralité de 1935 et 1937 furent abrogées.
Les citoyens et les navires américains avaient l'interdiction d'entrer dans les zones de guerre désignés par le président, et le Conseil national de contrôle des munitions, qui avait été créé par la loi sur la neutralité de 1935, fut chargé de délivrer un permis pour chaque importation ou exportation d'armes. Le commerce d’armes sans permis devint un crime fédéral.

## Fin de la politique de neutralité
Ces lois prirent fin avec le programme Prêt-Bail (Lend-Lease) de mars 1941, qui autorisa les États-Unis à vendre du matériel de guerre aux nations demandant leur soutien.
Par ailleurs, après les attaques répétées des sous-marins allemands de la Kriegsmarine contre les navires marchands américains, Roosevelt ordonna le 11 septembre 1941 à l'US Navy d'attaquer les navires de guerre allemands et italiens dans les « eaux que nous jugeons nécessaire pour notre défense », l'Atlantique Nord.
Les États-Unis déclarèrent formellement la guerre à l'empire du Japon après l'attaque de Pearl Harbor, le 7 décembre 1941. Le 11 décembre 1941, l'Italie et l'Allemagne déclarèrent la guerre aux États-Unis, et le gouvernement américain répond par une déclaration de guerre contre les puissances de l'Axe.